# Дејвид Покок
Дејвид Покок (енгл. David Pocock; 23. април 1988) је професионални аустралијски рагбиста, играч екипе Брамбиси и један од најбољих играча треће линије са Јужне хемисфере.

## Биографија
Покок је рођен у Зимбабвеу, али су његови родитељи мигрирали у Бризбејн. Висок 184 цм и тежак 105 кг, играо је и чепа (енгл. Number 8), али примарна позиција му је број 7 - крилни у трећој линији мелеа (енгл. Openside-flanker). У Супер Рагби Покок је од 2006. до 2012. одиграо за Вестерн Форс 69 мечева и постигао 40 поена. 2013. прешао је у екипу Брамбиси за коју је до сада одиграо 19 утакмица и постигао 8 есеја. За "Валабисе" (Рагби јунион репрезентација Аустралије) је одиграо 51 тест меч и постигао 6 есеја. Два пута је био међу пет најбољих играча на свету (енгл. World Rugby Player of the Year), али није освојио награду ( 2010. и 2011. ).